# Град Скопље
Град Скопље (мкд. Град Скопје) је посебна административна јединица у Северној Македонији, која покрива главни град државе, Скопље.
Састоји се од 10 општина и део је Скопског статистичког региона.
За потребе оснивања града Скопља као посебне јединице локалне самоуправе донесен је посебан закон — Закон о граду Скопљу, 16. августа 2004. године.
Град Скопље се на северу граничи са општином Чучер-Сандево и Србијом, на западу са општинама Јегуновце и Желино, на југу са општинама Сопиште и Студеничани, и на истоку са општинама Арачиново, Илинден и Липково.

## Природне одлике
Град Скопље обухвата простор од 571 .
Оно се налази у северном делу Северне Македоније.
Река Вардар протиче кроз средишњи део подручја.
У северном делу издиже се Скопска Црна Гора, а у јужном делу планина Караџица.

## Становништво
По попису из 2021. г. у оквиру града Скопља живи 526.502 становника.
Национални састав је следећи:
- Македонци — 309.107 ст. (58,71%)
- Албанци — 120.293 ст. (22,85%)
- Роми — 18.498 ст. (3,51%)
- Срби — 9.478 ст. (1,8%)
- Турци — 8.524 (1,62%)
- Бошњаци — 7.365 ст. (1,50%)
- Власи — 2.557 ст. (0,50%)
- остали и неопредељени — 50.459 ст. (9,58%)

## Општине
Општине града Скопља су:
| Редни Број | Општина      | Површина | Број становника |
| ---------- | ------------ | -------- | --------------- |
| 1.         | Центар       | 7,52     | 43.893          |
| 2.         | Гази Баба    | 110,86   | 69.626          |
| 3.         | Аеродром     | 21,85    | 77.735          |
| 4.         | Чаир         | 3,52     | 62.586          |
| 5.         | Кисела Вода  | 34,24    | 61.965          |
| 6.         | Бутел        | 54,79    | 37.968          |
| 7.         | Шуто Оризари | 7,48     | 25.726          |
| 8.         | Карпош       | 35,21    | 63.760          |
| 9.         | Ђорче Петров | 66,93    | 44.844          |
| 10.        | Сарај        | 229,06   | 38.399          |
| Укупно     | Град Скопље  | 571,46   | 526.502         |